# マイケル・アンダーソン (宇宙飛行士)
マイケル・フィリップ・アンダーソン（Michael Philip Anderson、1959年12月25日 - 2003年2月1日）は、アメリカ空軍の大佐、アメリカ航空宇宙局の宇宙飛行士である。STS-107のミッションではスペースシャトル・コロンビアのペイロードコマンダーを務め、大気圏再突入の際の事故で死亡した。
アンダーソンはニューヨーク州プラッツバーグで生まれたが、ワシントン州スポケーンが故郷だと考えられている。

## 教育
- 1977年：ワシントン州チーニーのチーニー高校を卒業
- 1981年：ワシントン大学で物理学、天文学の学士号を取得
- 1990年：クレイトン大学で物理学の修士号を取得

## 空軍での経験
アンダーソンは1981年にワシントン大学を卒業すると、少尉としてアメリカ空軍に入隊した。ミシシッピ州のキースラー空軍基地で技術的な訓練を終えると、テキサス州のランドルフ空軍基地に配属された。ランドルフ空軍基地では、彼は第2015情報部隊に入った。
1986年、彼はオクラホマ州ヴァンス空軍基地のパイロット訓練生に選ばれた。ここを卒業すると、EC-135のパイロットとしてネブラスカ州オフト空軍基地に配属され、"Looking Glass（鏡）"のコードネームで、戦略航空軍団で活躍した。
1991年1月から1992年9月にかけて、彼はミシガン州ワートスミス空軍基地で第920空中給油部隊の機長兼航空教官を務めた。
1992年9月から1995年2月にかけて、彼はニューヨーク州ブラッツバーグ空軍基地で第380空中給油部隊の航空教官兼戦略将校を務めた。
アンダーソンは、KC-135とT-38の複数のモデルで3000時間以上の飛行経験を持つ。

## NASAでの経験
アンダーソンは1994年12月にNASAの候補に選ばれ、1995年3月からジョンソン宇宙センターで訓練を始めた。1年間の訓練と評価を経て、宇宙飛行士の資格を得た。当初は飛行支援部門に務めたが、STS-89とSTS-107で合計593時間を宇宙で過ごした。

## 宇宙飛行経験
STS-89（1998年1月22日-1月31日）は、エンデバーを用いた8日間のミッションで、スペースシャトルとミールのドッキングが行われ、9000ポンド以上の科学装置や水などがミールに運び込まれた。アメリカ人宇宙飛行士の5回目にして最後の交代が行われ、STS-89で訪れたアンディ・トーマスがデビッド・ウォルフと交代した。8日間と19時間47分で、360万マイルの距離を移動し、地球を138周した。
STS-107（2003年1月16日-2月1日）は、コロンビアを用いた16日間のミッションで、科学実験が行われた。乗組員は2交代制で24時間働き、約80の実験が行われた。STS-107のミッションは、2003年2月1日、着陸予定時刻の16分前に大気圏再突入に失敗して終わった。

## 引用
コロンビア号の打上げ直前に言った言葉
| 「 | 常に未知のものがある。 | 」 |

## 記念
- 彼の出身高校の傍を通るワシントン州の州道904号線には彼の名が付けられた。
- 小惑星51824マイク・アンダーソン
- アンダーソン・ホール：フロリダ工科大学
- アンダーソン公園：2004年6月にミシシッピ州カントンにできた。